# Mann mit dem Handschuh
Mann mit dem Handschuh ist der Titel eines Gemäldes von Tizian, das im Zeitraum 1520 bis 1523 entstand. Es befindet sich heute im Louvre in Paris. Das Bild zählt noch zum Frühwerk Tizians, leitet jedoch den Übergang zu seinem reifen Stil ein. Es ist nicht bekannt, welche Person auf dem Porträt dargestellt ist.

## Bildbeschreibung
Dargestellt ist ein junger Mann. Der Oberkörper ist dem Betrachter zentral zugewandt. Das Gesicht dagegen ist leicht zur Seite gedreht und der Blick des Porträtierten weist in dieselbe Richtung. Das Gesicht wirkt wachsam und konzentriert, weist aber sonst keine Gemütsbewegung auf. Die Haare sind kurz geschnitten und streng gekämmt. Der Porträtierte trägt einen schwarzen Rock, dessen Farbe in den oberitalienischen Städten des 16. Jahrhunderts Angehörige der aristokratischen Schicht oder des gehobenen Bürgertums kennzeichnete. Unter dem schwarzen Rock ist ein weißes Hemd sichtbar, das am Kragen leicht gekräuselt ist. Um den Hals trägt er eine lange goldene Kette, an der ein aufwändig gefasster blauer Edelstein hängt. Ebenfalls sichtbar sind die gekräuselten Ärmelenden, die durch ihre helle Farbe die Hände aus dem Dunkel hervorheben. An dem ausgestreckten Zeigefinger der rechten Hand trägt der Porträtierte einen Ring. Dieser weist mit dem Halsschmuck sowie der Haltung des Porträtierten auf die Angehörigkeit zu einem gehobenen Stand hin. Der linke Arm ist auf eine Lehne oder Brüstung aufgelegt. Die linke Hand ist behandschuht, in der Hand trägt er den abgezogenen Handschuh der rechten.

## Einordnung
Tizians Mann mit dem Handschuh wird häufig als ein Beispiel für die Entwicklung des individuellen Porträts zitiert. Tizian hüllt den Körper in das Dunkel der Kleidung und beides zusammen nochmals mit dem Dunkel des Bildhintergrundes. Der Gegensatz von angezogenem und abgezogenem Handschuh verleiht dem Porträt eine private Atmosphäre. Obwohl mit Sicherheit eine Auftragsarbeit, gewinnt das Porträt auch durch den zur Seite schweifenden Blick eine Beiläufigkeit.